# Sha Tin Racecourse
Sha Tin Racecourse är en hästkapplöpningsbana i Sha Tin i Hongkong. Banan öppnades den 7 oktober 1978 och arrangerar bland annat några av de mest framstående galopplöpen i Hongkong, bland annat Hong Kong Derby. Banan drivs av Hong Kong Jockey Club.
Michael Jackson planerade att uppträda på banan under Dangerous World Tour, men ställdes in då det krockade med tävlingssäsongen.

## Historia
Banan byggdes 1978, och är den större av två banor i Hongkong. Banan arrangerar 474 löp per säsong, bland annat Hong Kong Cup, Hong Kong Mile, Hong Kong Sprint, Hong Kong Vase, Centenary Sprint Cup, Hong Kong Stewards' Cup, Queen's Silver Jubilee Cup, Hong Kong Gold Cup, Hong Kong Derby, Queen Elizabeth II Cup, Champions Mile, Chairman's Sprint Prize och Hong Kong Champions & Chater Cup.
Banan byggdes ursprungligen med en kapacitet för 35 000 åskådare och en huvudläktare, men har idag kapacitet för 85 000 åskådare och två huvudläktare. Banans stallbacke har 20 stall, och rymmer 1 260 hästar.

### Olyckor
Två jockeys har omkommit på banan under tävlingar, Brian Taylor 1984 och Willy Kan 1999. Kan blev 1999 den första kvinnliga jockeyn att rida Hong Kong Derby på banan, mindre än en månad innan hon omkom.

## Baninfo
Banan arrangerar löp på både gräs och dirttrack. Gräsbanan är 1 900 meter, och har ett upplopp på 430 meter. Dirttrackbanan är 1 560 meter och har ett upplopp på 380 meter.